# 蕃地 (大溪郡)

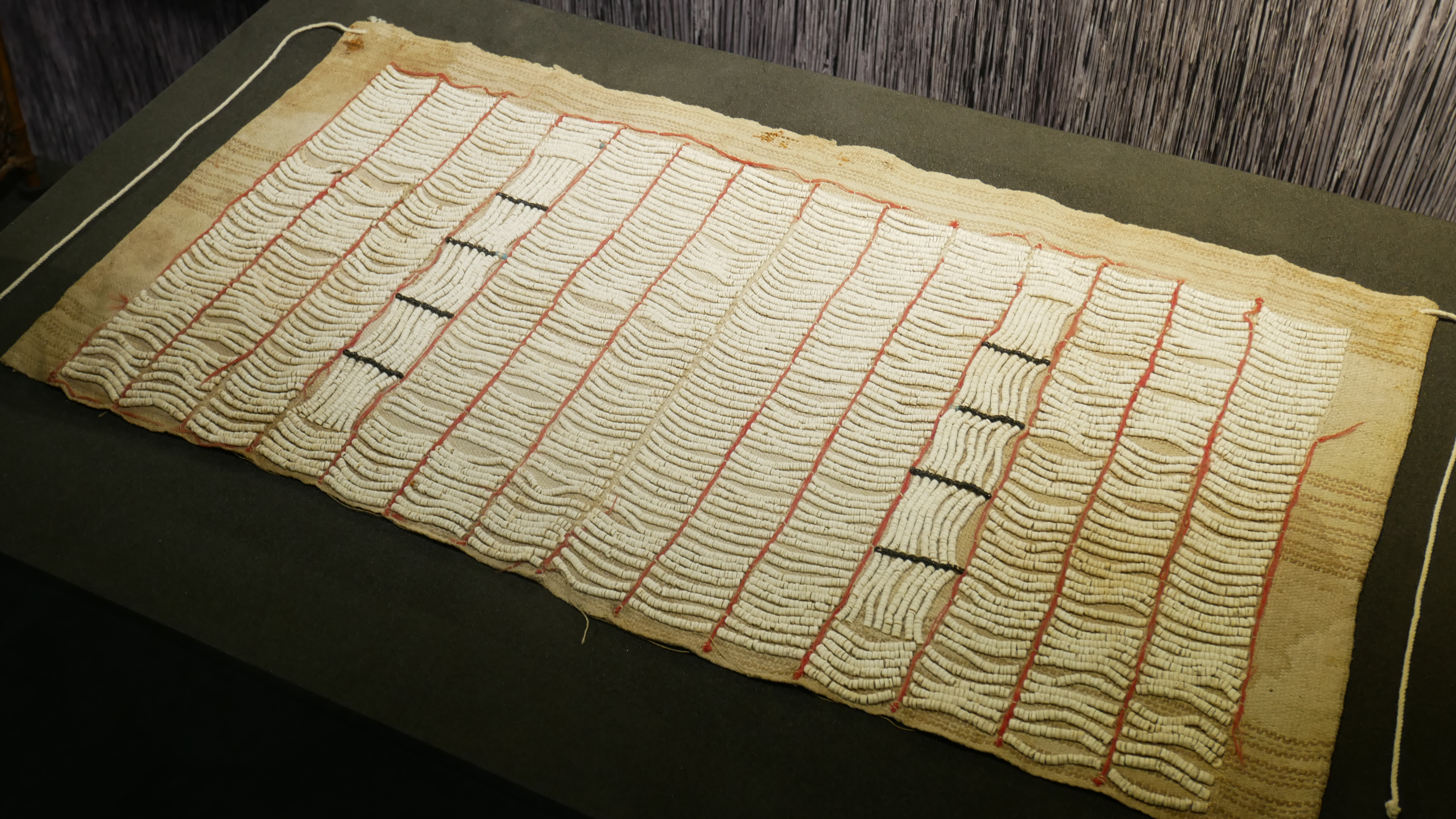
三光社（ブトノカン社）貝珠裙

新竹州大溪郡蕃地於大正九年（1920年）成立，轄區包括今桃園市復興區與新竹縣尖石鄉玉峰村一部分。
大正十三年（1924年）5月6日，以下大溪郡蕃地的地區改編入大溪街三層：「舊柑坪」、「下水井」、「石門」與「大灣坪」合併為小字柑坪；「二層坪」、「舊阿姆坪」、「大溪坪」與「枕頭山」合併為小字阿母坪；「石龜坑」、「腦窟寮」、「湳子溝」、「東隘山腳」與「八結」合併為小字八結；「分水嶺」、「十三分」與「水流東」合併為小字十三分。另外「金瓜坑」改編入大溪街烏塗窟。
昭和二年（1927年）1月9日，大溪郡蕃地的「七十二分坑」改編入大溪街烏塗窟。2月1日，大溪郡蕃地的「タバホ社」（田埔）、「シボツケ社」（控溪/秀巒）與「タイヤカン社」（泰亞崗）改編入竹東郡蕃地。
昭和四年（1929年）4月23日，大溪郡蕃地的「マカガオン社」（煤源）改編入竹東郡蕃地。

## 行政區劃
轄域內分為：
- 今桃園市復興區：

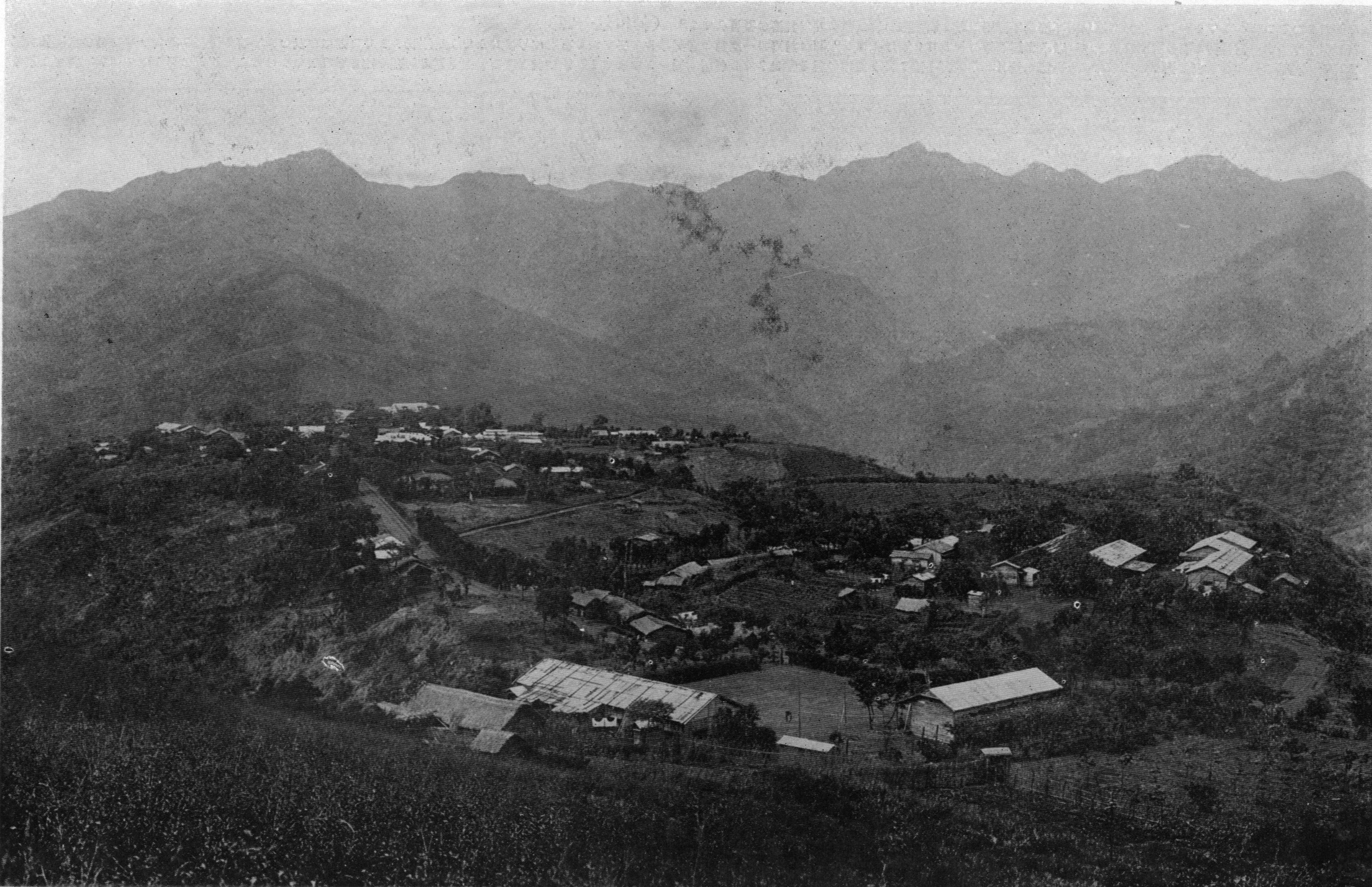
角板山社全景（出自山本三生等編《日本地理大系·第十一卷·臺灣篇》）

- - キヤコバイ社（基國派）、シッケイ社（志繼）、角板山社、ヨウハブン社（優霞雲）、ハブン社（哈盆/霞雲坪）、コーヨー社（高遶）、チクトウカタ社（竹頭角/長興）、ケイフイ社（奎輝）、ラハウ社（拉號/溪口台）、キヨバン社（雅邦/羅浮）、ウライ社（宇內/小烏來）、ギヘン社（宜亨/義興）、カソノ社（嘎色鬧）、カウボー社（高坡）、シブナオ社（雪霧鬧，1941年部分併入宇內）、ピヤワイ社（比亞外）、カウイラン社（高義蘭）、ソロ社（蘇樂）、サルツ社（砂崙子）、テイリツク社（鐵立庫/復華）、ブトノカン社（武道能敢/三光）、エヘン社（爺亨）、バロン社（巴壟/巴陵）、ハカワン社（哈嘎灣/光華）、クル社（古魯，1932年～1933年併入嘎色鬧）、カラホ社（嘎拉賀/新興，1932年～1933年部分併入嘎色鬧）

- 今新竹縣尖石鄉：
  - バツトル社（巴托蘭/泰平）、タイヤフ社（台亞夫/抬耀）、コレ社（石磊）、リリユン社（馬里光/玉峰）、マメー社（馬美）、ウラオ社（宇老）

## 設施

### 神社
- 今復興區：
  - 角板山祠（1938年8月15日鎮座）[1]:299
  - カウボー祠（1938年8月16日鎮座）
  - ガオガン祠（1938年8月17日鎮座）[1]:300
  - バロン祠（鎮座時間不詳）

## 地景
- 水流東
- 角板山（圓山）
  - 角板山段丘
  - 拉號（ラハウ）段丘
- 牌仔山
  - 哈盆（ハブン）段丘